# Clemens Reif

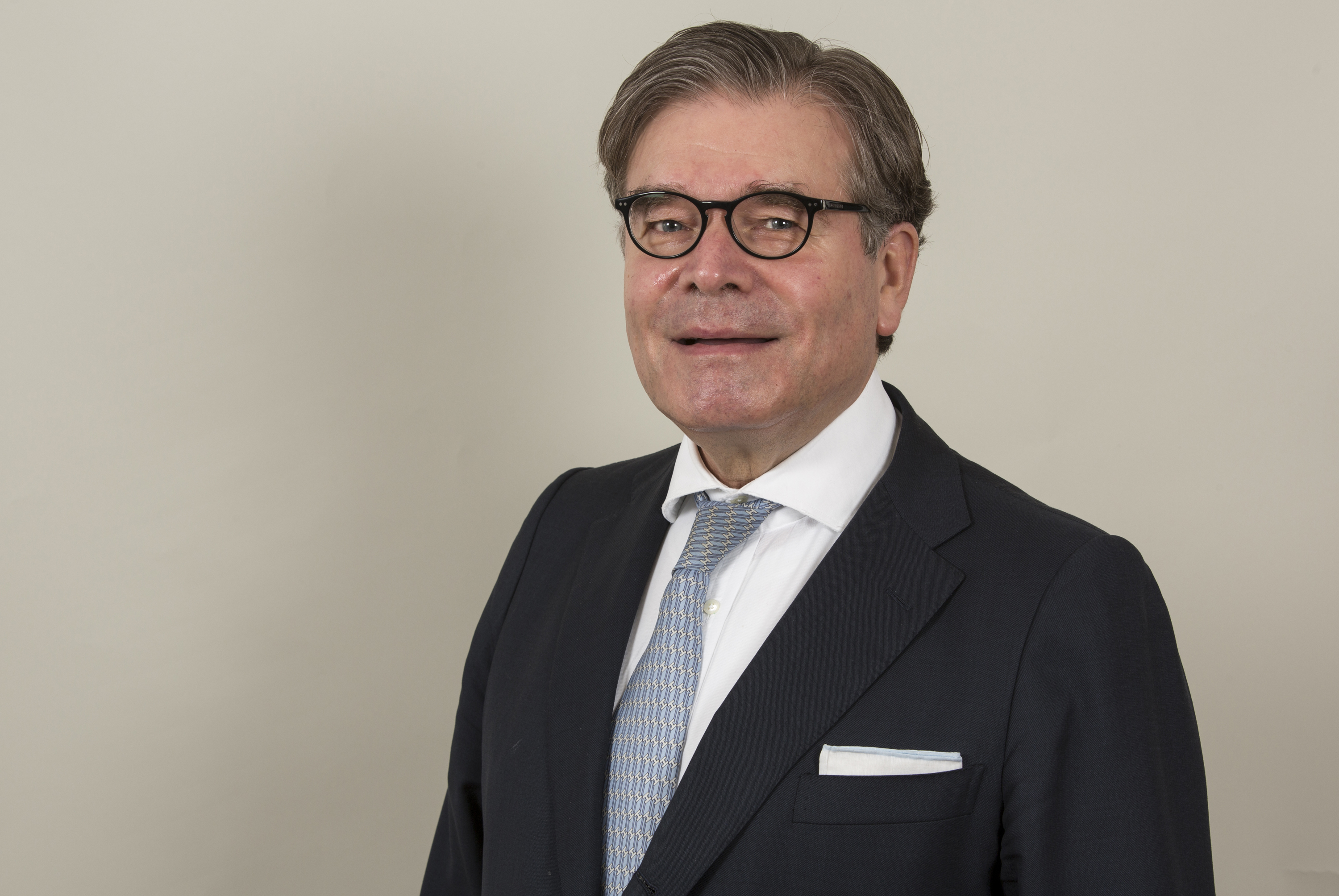
Clemens Reif (2013)

Clemens Reif (* 21. Januar 1949 in Gießen) ist ein hessischer Unternehmer, Politiker (CDU) und ehemaliger Abgeordneter des Hessischen Landtags.

## Ausbildung und Beruf
Nach seinem Abitur im Jahr 1969 studierte Clemens Reif zwischen 1970 und 1974 Wirtschaftswissenschaften und schloss diesem Studium 1974 noch eine Lehre zum Speditionskaufmann an.
Von 1975 bis 1997 war Reif in geschäftsführenden Funktionen in Unternehmen der internationalen Speditions- und Entsorgungswirtschaft tätig und war von April 1997 bis Oktober 2007 Vorstandsvorsitzender und bis 2004 Mehrheitsaktionär der Vfw Aktiengesellschaft, Köln bzw. Geschäftsführer der Vfw GmbH. Seit November 2007 ist Clemens Reif Gründungsaktionär und Vorstand der Chrilian Aktiengesellschaft mit Sitz in Herborn. Dieses Unternehmen gehört Reif und seinen Söhnen je zur Hälfte und ist an Unternehmen der erneuerbaren Energien (Wasserkraftwerke und Solaranlagen) beteiligt.
Clemens Reif ist katholisch, verheiratet und hat zwei erwachsene Söhne.

## Politik
Seit dem Jahr 1966 ist Clemens Reif Mitglied der CDU und war von 1972 bis 2016 Kreistagsabgeordneter des Lahn-Dill-Kreises.
Vom 1. Dezember 1982 bis zum 4. August 1983 und erneut seit dem 27. April 1987 war Reif direkt gewähltes Mitglied des hessischen Landtags (Wahlkreis 16 - Lahn-Dill I), wo er vor allem auf dem Gebiet der Wirtschafts- und Finanzpolitik aktiv ist. Als Vorsitzender des Ausschusses für Wirtschaft und Verkehr amtiert er seit 14. November 2006. Reif ist einer der ganz wenigen aktiv tätigen Unternehmer im hessischen Landtag. Vom 5. April 1999 bis 22. Februar 2005 war Reif stellvertretender Vorsitzender der CDU-Fraktion. Bei der Landtagswahl in Hessen 2018 trat Reif nicht mehr zur Wahl an und schied so aus dem Parlament aus.
Am 31. August 2000 kam es zu einem Eklat im Landtag, als Reif während einer Rede des Grünen-Politikers Tarek Al-Wazir (dessen Vater aus dem Jemen stammt) einen Zwischenruf machte, der von vielen Anwesenden als „Geh zurück nach Sana'a“ verstanden wurde. Reif sagte, er habe „Ein Student aus Sana'a“ gerufen.
Reif war Mitglied der 10., 11., 12., 13., 14.,15. und 16. Bundesversammlung.

## Sonstige Ämter
Seit Juli 2004 ist Reif Mitglied des Verwaltungsrats des Hessischen Rundfunks, Frankfurt am Main.
Er ist weiterhin seit Juni 2003 Verwaltungsrat der Landesbank Hessen-Thüringen in Frankfurt. Seit 1993 ist er Beirat der Sparkassenversicherung, Wiesbaden.
Clemens Reif wurde am 4. November 2007 zum Präsidenten der Partnerschaft der Parlamente (PdP) gewählt. Seit 2019 ist er „Beauftragter der Hessischen Landesregierung für die Beziehungen zu Wisconsin und Nordamerika“. Dieser Posten sorgte für Kritik wegen einer möglichen Kumpanei zwischen Ministerpräsidenten Bouffier und Reif. Des Weiteren gab es zu dieser Beauftragung eine Kleine Anfrage an den Hessischen Landtag.